# Música a l'antic Egipte
La Música a l'antic Egipte s'emprava en diverses activitats, però el seu desenvolupament principal va ser als temples, on era usada durant els ritus dedicats als diferents déus i era utilitzada com a remei terapèutic, com indiquen alguns papirs: de fet, el signe jeroglífic per a la música és el mateix que per a benestar i per a alegria. Com en altres pobles, també es considerava un mitjà de comunicació amb els difunts, i els músics aconseguien una categoria tal que alguns estan enterrats a les necròpolis reials.
No es coneix com era realment ja que no van desenvolupar un sistema per representar-la, es transmetia de mestre a alumne, però sí queden alguns textos que permeten conèixer alguns aspectes. També donen llum sobre aquest tema els instruments conservats als museus i la representació en baixos relleus i pintures d'instruments i ballarins, a més del conservat per tradició oral pels cantaires coptes.

## Evolució
Per mitjà de les pintures, relleus i les ofrenes trobades a les tombes, així com per l'estudi dels instruments trobats, es pot seguir una certa evolució de la música. Al principi només tenien instruments de percussió, per la qual cosa és evident que la música era rítmica. Per les imatges conservades sabem que es feia servir per invocar el favor dels déus sobre la collita.

### Imperi Antic
La música era religiosa, càntics dels sacerdots durant els ritus litúrgics. Per l'estudi dels instruments, dels quals hi ha nombroses representacions, s'ha arribat a la conclusió que seguien una escala pentatònica o heptatònica.
- Instruments:
- De vent:
- Flauta recta, de canya vertical, amb quatre a sis forats, sense filtre i de gairebé un metre de longitud. Subsisteix fins al dia d'avui   amb els noms de nay i uffata a les músiques cultes i populars d'Egipte.
- Xirimia doble, que consistia en dos tubs paral·lels de canya amb llengüeta, d'igual longitud, que sonaven a l'uníson. És l'actual   instrument egipci anomenat zummarah. Potser es tocara la mateixa melodia de forma duplicada, amb lleugeres variants, tal com es fa a la pràctica actual, o bé es tractés d'alguna forma d'heterofonia o d'una pràctica de bordó.
- Trompeta, de coure o plata, que s'usava a les desfilades militars i per al culte als morts, eren metàl·liques, similars a la trompeta palestina.
- De corda:
- Arpa de sis a vuit cordes molt decorada. Se n'ha trobat una a la necròpolis de Guiza de circa 2000 a. C. Es recolzava a terra, i la seva carena d'una sola peça recorda fins i tot el més antic arc musical. El mateix desemboca en un ressonador ample, en forma de pala, que sovint porta pintats ulls de déus, destinats a contrarestar les desgràcies. Les seves cordes es fixaven a la part inferior d'una barra d'afinació, que hipotèticament podria haver servit per canviar l'afinació de totes les cordes, tal com es fa actualment amb el joc de pedals de l'arpa moderna. A la iconografia es veu l'arpa com a instrument acompanyant amb cantants, flautistes, etc., i en alguna ocasió formant part d'una orquestra (s'ha trobat una representació d'una orquestra amb set arpistes).
- Guitarra, de tres cordes, amb un pal el doble de llarg que el cos.
- De percussió:
- Címbals, És un instrument de corda i es toca amb un parell de malls a les dues mans, colpejant les cordes per fer-les sonar. És una mena de salteri però més gran, encara que també n'hi ha portàtils
- Tambors, instrument de percussió de so indeterminat, pertanyent a la família dels membranòfons segons el sistema de classificació de Hornbostel-Sachs. Consta d'una caixa de ressonància, que sol ser de forma cilíndrica, i una membrana anomenada pegat, que cobreix l'obertura de la caixa.
- Sistres, instruments de percussió amb un marc de fusta en forma d'U, un mànec i barres creuades que sostenien unes plaques metàl·liques, que va anar variant al llarg del temps.
- Intèrprets: Jufu Anj, cantant i flautista de la cort.

### Imperi Mitjà
S'amplia la gamma d'instruments, amb l'adopció de la lira d'origen asiàtic, els tambors amb tensor africans i les noves classes de sistres: a l'antic sistre en forma de ferradura, se li suma el sistre de Naos, amb silueta de temple estilitzat.

### Imperi Nou
Cap al segle XVI aC, els egipcis van començar a relacionar-se amb els pobles mesopotàmics, i va aparèixer un estil nou, enfocat als balls profans, amb nous instruments arribats d'Àsia com l'oboè doble, amb dues canyes col·locades en angle, una per executar la melodia i una altra per a l'acompanyament. En aquesta època va arribar a Egipte el llaüt de dues cordes, amb un pal més gran que el mesopotàmic. L'estudi d'aquests dos instruments indica el començament d'un sistema amb ús de semitons.
- Evoluciona sobretot l'arpa, amb un nombre de cordes entre vuit i 16 i amb la caixa de ressonància de forma corbada i adornada, usada pels sacerdots Apareix també una arpa més petita, de tres a cinc cordes, que es recolzava al espatlla. Una mica més tard, van aparèixer unes petites de sobretaula per acompanyament de cantaires, i altres de grans, de l'alçada d'un home, usades pels sacerdots.
- La lira de set cordes es va fer més corbada, acabant-la amb talles. Les trompetes evolucionen, i se'ls col·loca un cèrcol metàl·lic a l'embocadura.
- Els cròtals, es fabriquen en ivori, amb dues llargues nanses acabades en espirals.
- S'afegeix a la gamma de tambors un rectangular.

Obres: Himne a Ató, d'Akenaton, i algunes poesies.

### Període tardà
Hi ha una doble vessant: d'una banda, arriben nombrosos instruments nous, com tambors de atuell, platerets, noves flautes, que probablement van venir acompanyats de nous sons.
D'altra banda, a les cases de la vida s'ensenya la música antiga, com ens expliquen Heròdot i Plató, que assegurava que tenia efectes benèfics sobre els joves.
De temps dels ptolomeus és el primer òrgan, inventat al segle II a. C. per Ctesibi d'Alexandria, que funcionava amb pressió hidràulica, i d'època posterior coneixem l'himne cristià del papir d'Oxirinc, que es cantava sense instruments (prohibits per la jerarquia eclesiàstica).
En aquest període, tenim constància de la primera dona música, Iti, cantant i compositora del segle III a. C. Bakit, també va ser una altra música de la cort egipcia al segle II a. C.
Claudi Ptolemeu, membre de l'Acadèmia, va escriure un tractat de teoria musical anomenat Harmònics; pensava que les lleis matemàtiques regien els sistemes musicals.